# Söråker
Söråker – miejscowość (tätort) w Szwecji, w regionie administracyjnym (län) Västernorrland, w gminie Timrå.
Według danych Szwedzkiego Urzędu Statystycznego liczba ludności wyniosła: 2374 (31 grudnia 2015), 2412 (31 grudnia 2018) i 2407 (31 grudnia 2019).